# Dimity-Lee Duke
Dimity-Lee Duke (* 17. November 1983) ist eine australische Triathletin. Sie wird in der Bestenliste australischer Triathletinnen auf der Ironman-Distanz geführt. 

## Werdegang
Dimity-Lee Duke startet seit 2013 als Profi-Athletin.
Im April 2014 wurde sie Zweite bei der Erstaustragung des Ironman Taiwan (3,86 km Schwimmen, 180,2 km Radfahren und 42,195 km Laufen).

2014 konnte sie auch die Australian ITU Cross Triathlon Championship für sich entscheiden.
Im Juni 2018 wurde sie Zweite bei der Erstaustragung des Ironman Philippines.
Bei der ITU-Weltmeisterschaft auf der Triathlon-Langdistanz belegte sie im Juli als zweitbeste Australierin hinter Annabel Luxford (Rang 3) den 13. Rang.
Im April 2023 wurde die 39-Jährige Zweite bei der Challenge Taiwan hinter der Neuseeländerin Amelia Watkinson.
Dimity-Lee Duke lebt in Thailand und wird vom Deutschen Jürgen Zäck trainiert.

## Sportliche Erfolge
| Datum/Jahr    | Rang | Wettbewerb                         | Austragungsort       | Zeit     | Bemerkung                      |
| ------------- | ---- | ---------------------------------- | -------------------- | -------- | ------------------------------ |
| 22. Apr. 2023 | 2    | Challenge Taiwan                   | Taitung              | 04:27:34 | hinter Amelia Watkinson        |
| 24. Nov. 2019 | 3    | Laguna Phuket Triathlon            | Phuket               | 02:46:12 | [ 4 ]                          |
| 11. Aug. 2019 | 2    | Ironman 70.3 Philippines           | Luzon                |          | Zweite hinter Caroline Steffen |
| 24. Nov. 2019 | 2    | Laguna Phuket Triathlon            | Phuket               |          |                                |
| 13. Mai 2018  | 2    | Ironman 70.3 Vietnam               | Đà Nẵng              |          |                                |
| 2018          | 3    | Ironman 70.3 Davao                 | Davao                | 04:39:12 |                                |
| 7. Mai 2017   | 2    | Ironman 70.3 Vietnam               | Đà Nẵng              |          |                                |
| 12. März 2017 | 3    | Ironman 70.3 Subic Bay Philippines | Subic-Bucht          |          |                                |
| 6. März 2016  | 3    | Ironman 70.3 Subic Bay Philippines | Subic-Bucht          |          |                                |
| 1. Nov. 2015  | 3    | Ironman 70.3 Taiwan                | Kenting-Nationalpark |          |                                |
| 2. Aug. 2015  | 3    | Ironman 70.3 Philippines           | Luzon                |          |                                |
| 7. Mai 2015   | 3    | Ironman 70.3 Vietnam               | Đà Nẵng              |          |                                |
| 7. Juni 2015  | 2    | 5150 Subic Bay                     | Subic Bay            |          |                                |
| 2. Nov. 2014  | 2    | Ironman 70.3 Taiwan                | Kenting-Nationalpark |          |                                |
| 13. Apr. 2014 | 3    | Ironman 70.3 Putrajaya             | Putrajaya            |          |                                |

| Datum/Jahr    | Rang | Wettbewerb                                      | Austragungsort | Zeit     | Bemerkung                                       |
| ------------- | ---- | ----------------------------------------------- | -------------- | -------- | ----------------------------------------------- |
| 6. Okt. 2019  | 3    | Ironman Barcelona                               | Calella        | 08:58:10 | 4:38:11 h auf dem Rad                           |
| 2. Dez. 2018  | 3    | Ironman Western Australia                       | Busselton      | 09:15:36 |                                                 |
| 14. Juli 2018 | 13   | ITU Long Distance Triathlon World Championships | Fyn            | 06:27:24 | Weltmeisterschaft auf der Triathlon-Langdistanz |
| 2. Juni 2018  | 2    | Ironman Philippines                             | Luzon          | 09:40:45 | Zweite bei der Erstaustragung                   |
| 12. Apr. 2015 | 2    | Ironman Taiwan                                  | Kenting        |          | Zweite bei der Erstaustragung                   |

| Datum/Jahr   | Rang | Wettbewerb         | Austragungsort | Zeit | Bemerkung |
| ------------ | ---- | ------------------ | -------------- | ---- | --------- |
| 8. Feb. 2015 | 3    | Xterra Philippines | Albay          |      |           |

(DNF – Did Not Finish; DNS – Did Not Start)